# Club Deportivo El Nacional
Maillots
Actualités
Le Club Deportivo El Nacional est un club équatorien de football basé à Quito. Équipe officielle de l'armée équatorienne, El Nacional ne recrute que des joueurs nés sur le sol équatorien et de nationalité équatorienne. En 2017, après 53 ans de respect de la tradition, un joueur, Rinson López, a dévoilé qu'il avait falsifié ses documents d'identité et qu'il était en réalité colombien, il a été immédiatement renvoyé par le club et suspendu par la fédération équatorienne.
Il est considéré comme l'un des "quatre grands du football équatorien", avec le Barcelona Sporting Club, le Club Sport Emelec et la Liga Deportiva Universitaria de Quito.
Il a été fondé le 1er juin 1964, bien que ses activités aient débuté le 7 mars 1960 en tant qu'équipe de football, sous le nom de Club Mariscal Sucre. Il a intégré la Serie A équatorienne en 1964.
Le club participe au football masculin et féminin, et a également concouru au niveau professionnel et amateur en basket-ball, en gymnastique artistique, en tennis de table et, en 2021, dans le monde des jeux vidéo, en créant sa division eSports, participant à la Ligue équatorienne d'eFootball (Clausura Season 2021). En outre, son équipe féminine évolue depuis 2019 dans la Super Ligue féminine équatorienne.

## Histoire

### Fondation
La première idée de former une équipe de football professionnelle composée uniquement de joueurs de nationalité équatorienne a été formulée par le capitaine de l'armée Hugo Enderica. L'entraîneur paraguayen José María Ocampo a été choisi pour encadrer le projet et parcourir le pays à la recherche des talents qui composeront l'équipe. Le club a fait ses débuts en 1960 dans le Campeonato Provincial de Segunda Categoría de Pichincha sous le nom de Club Mariscal Sucre. Après une saison réussie, il a été promu en 1963.Le 1er juin 1964, il a été officiellement enregistré auprès de l'AFNA, changeant son nom en Club Deportivo El Nacional. Le club a été vice-champion en 1964, lors de sa première participation au championnat national.

### Premier succès
Le premier titre a été conquis en 1967, en battant Emelec, brisant ainsi l'hégémonie des équipes de Guayaquil sur le championnat national. L'équipe était tellement impressionnante qu’elle fut surnommée la "Máquina Gris", rendant hommage à la couleur des maillots du club.
En 1973, après une première partie de saison ratée, la nomination d'Héctor Morales permet au club de redresser la barre et de gagner son second championnat contre l'Universidad Católica.

### LeBi-Tri Campeón
Dans les années 1970, El Nacional a réussi un exploit qu'aucune équipe équatorienne n'avait jamais réalisée dans l'histoire du tournoi professionnel. Ils ont été couronnés champions consécutivement en 1976, 1977 et 1978, réalisant ainsi le premier triplé de l'histoire, sous la direction des entraîneurs Ernesto Guerra et Héctor Morales. En 1982, 1983 et 1984, El Nacional répète l'exploit et devient double tri-champion (Bi-Tri Campeón).

### Au plus haut niveau
El Nacional continue d'occuper les premiers postes dans le championnat, l'emportant en 1986 et en 1992 contre Barcelona, et en 1996 contre Emelec, et terminant second trois fois de suite, en 1999, 2000 et 2001.
Après neuf ans, la plus longue disette de titres pour le club, celui-ci a finalement remporté son douzième titre de champion lors du tournoi de clôture 2005, puis son treizième la saison suivante.
Lors de la campagne 2007, alors qu'une équipe avait été constituée avec une ligne d'attaque de luxe composée de Christian "Chucho" Benítez et Jaime Iván Kaviedes, elle a été démantelée à la fin du mois de juin, avec le transfert du puissant avant-centre issu de l'académie du club, ce qui a complètement empêché l'équipe de lutter pour son 14e sacre et son troisième triplé.
Cette décision hasardeuse était le premier signe d'une série de mauvais choix sportifs et financiers qui allait affaiblir le club dans les années suivantes.

### La décennie perdue
En 2011, le gouvernement équatorien a décrété que les Forces Armées, ni aucune institution publique ne pouvait plus contribuer à une entité, ce qui a logiquement grandement affecté le club.
Les problèmes économiques ne se sont pas fait attendre, et, de plus, un scandale a éclaté autour de la gestion des capitaux obtenus par les transferts de joueurs à l'étranger.

Malgré des saisons encourageantes en 2011 et 2016, le club ne réussit qu'à atteindre la troisième place. En 2018, devant participer à la Sudamericana et au championnat, El Nacional, avec un effectif affaibli, vit une saison cauchemardesque, et n'évite la relégation que parce que la ligue étend le championnat à seize équipes, repêchant l'équipe. Cela ne fait que repousser l’échéance à 2020, et El Nacional participe à la Série B en 2021. La peur de descendre en troisième division était présente chez les supporters, car la descente s'était accompagné d'une impossibilité de recruter, et de problèmes extra-footballistiques avec les joueurs, le conseil d'administration, la fédération et les sponsors. Mais l'équipe à réussi à terminer troisième du championnat, avant de le remporter en 2022 et de remonter en Serie A

## Symboles

### Hymne
L'hymne officiel d'El Nacional a été créé en 1967. Ses paroles ont été écrites par le poète Remigio Romero y Cordero, et sa musique par le maestro Ángel Rivadeneira.

### Écusson
Le logo d'El Nacional porte les couleurs du drapeau équatorien, à savoir le jaune, le bleu et le rouge, un ballon pour représenter le sport principal de l'institution et la lettre N, faisant allusion au nom du club. Il comporte également 13 étoiles d'or sur la partie supérieure et 7 étoiles d'argent sur la partie inférieure, représentant respectivement les championnats et les deuxièmes places remportés.

### Rivalités
La LDU est le plus grand rival de El Nacional, car ce sont les deux équipes les plus populaires et les plus titrés (13 championnats pour El Nacional, 11 pour la LDU)de la capitale équatorienne. Elles jouent ensemble le Clásico Quiteño, où El Nacional garde une supériorité historique. Le premier match a eu lieu en 1964 et s'est soldé par une victoire 1-0 d'El Nacional. Les deux équipes se sont affrontées lors des finales du championnat national en 1974 et 1999, la Liga de Quito l'ayant emporté dans les deux cas.
Le club a également une grande rivalité avec Barcelona, l'équipe la plus titrée de Guayaquil, contre lequel furent joués les finales du championnat national de 1982 et 1992, El Nacional ayant gagné à chaque fois. Ce match à la particularité d'être celui ayant été joué le plus de fois dans l'histoire du championnat.

## Stade
Le club joue ses matchs à domicile à l'Estadio Olímpico Atahualpa, où il partage le terrain avec l'Universidad Católica et la Sociedad Deportivo Quito. Le stade, connu sous le nom de "El Coloso del Batán", a une capacité de 35 258 personnes et appartient à la Concentración Deportiva de Pichincha (concessionnée par la municipalité du district métropolitain de Quito). C'est dans ce stade que l'équipe nationale de football équatorienne joue habituellement ses matchs à domicile. Son terrain d'entrainement, le Complejo Deportivo BGR, est situé dans la vallée de Tumbaco, dans la banlieue de Quito.

## Palmarès
- Championnat d'Équateur (13)
  - Champion : 1967, 1973, 1976, 1977, 1978, 1982, 1983, 1984, 1986, 1992, 1996, 2005 (Clôture), 2006
  - Vice-champion : 1964, 1972, 1974, 1994, 1999, 2000, 2001
- Coupe d'Équateur (2)
  - Vainqueur : 1970 et 2024

- Copa Ganadores de Copa
  - Finaliste : 1970

## Parcours continental
El Nacional a remporté une édition d'une coupe aujourd’hui disparue, la Copa Ganadores de Copa, en 1970. En Copa Libertadores, leur meilleure participation a été l'édition 1985, où ils ont atteint le deuxième tour, qui faisait office de demi-finale.

## Anciens joueurs
- Juan Carlos Burbano
- Ángel Fernández
- Christian Lara
- David Quiroz
- Antonio Valencia